# MET

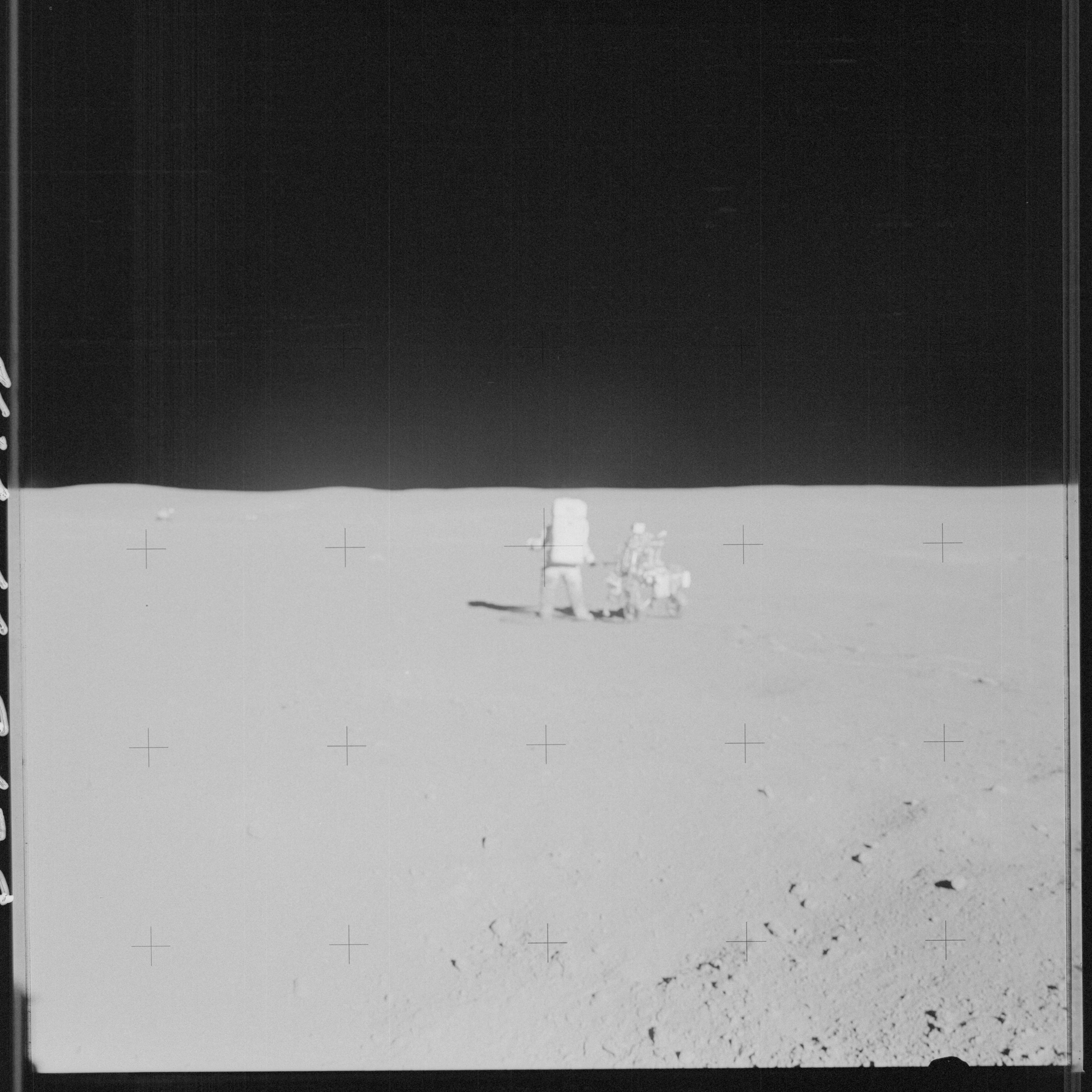
Fotografía lunar en la que se puede apreciar el MET junto a un astronauta en plena misión espacial.

El MET, acrónimo de Modular Equipment Transporter (en algunas fuentes Mobile Equipment Transporter), es un vehículo empleado en 1971 por los astronautas de la misión norteamericana Apolo 14 para desplazar instrumental y rocas lunares.
Este vehículo, similar a los rickshaw con tracción humana (y que por ello fue apodado «rickshaw»), disponía de dos ruedas de caucho hinchadas con aire, las cuales se hundían en el regolito y obligaban a los astronautas a levantar el carro a pulso para poder avanzar.